# Tetraleurodes elaeocarpi
Tetraleurodes elaeocarpi là một loài côn trùng cánh nửa trong họ Aleyrodidae, phân họ Aleyrodinae.
Tetraleurodes elaeocarpi được Takahashi miêu tả khoa học đầu tiên năm 1950.